# Damian Kyaruzi

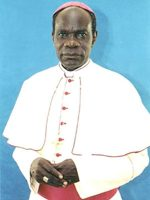
Damian Kyaruzi (2005)

Damian Kyaruzi (* 22. April 1940 in Butainamwa, Tansania) ist ein tansanischer Geistlicher und emeritierter römisch-katholischer Bischof von Sumbawanga.

## Leben
Damian Kyaruzi empfing am 29. Juni 1968 das Sakrament der Priesterweihe.
Am 21. April 1997 ernannte ihn Papst Johannes Paul II. zum Bischof von Sumbawanga. Der Erzbischof von Tabora, Mario Epifanio Abdallah Mgulunde, spendete ihm am 29. Juni desselben Jahres die Bischofsweihe; Mitkonsekratoren waren der Erzbischof von Daressalam, Polycarp Pengo, und der Bischof von Bukoba, Nestorius Timanywa.
Papst Franziskus nahm am 19. April 2018 seinen altersbedingten Rücktritt an.